# Misha Defonseca
Misha Defonseca, właściwie Monique de Wael lub Monica Ernestine Josephine de Wael (ur. 12 maja 1937 w Etterbeek) – belgijska pisarka, oszustka, autorka bestsellerowej sfałszowanej książki Misha: A Mémoire of the Holocaust Years (j. pol. Przeżyć z wilkami).

## Życie i twórczość
W 1997 r. zyskała uznanie za sprawą wydanej jako pamiętnik książki Misha: A Mémoire of the Holocaust Years opisującej jej rzekome losy wojenne w czasie holocaustu, gdy jako mała dziewczynka po aresztowaniu rodziców przemierzyła w ich poszukiwaniu okupowaną przez nazistów Belgię i Niemcy docierając aż do Polski, i żyjąc jednocześnie w tym czasie między wilkami. Niemiecki dziennikarz Henryk Broder już w 1996 r. wyraził wątpliwości co do prawdziwości tej historii.
Książka doczekała się tłumaczenia na 18 języków, w tym język polski, a we Francji na jej podstawie powstał film Survivre avec les Loups. O prawa autorskie do książki procesowała się z amerykańskim wydawnictwem Mt Ivy, które wyrokiem sądu musiało wypłacić jej 22,5 mln dolarów rekompensaty.
W 2008 r. wyszło na jaw, że opisana przez Mishę Defonsekę historia jest fikcją, a ona sama nie jest Żydówką i naprawdę nazywa się Monique de Wael. W czasie wojny po aresztowaniu rodziców i umieszczeniu ich w obozie koncentracyjnym wychowywana była przez dziadka i wuja, i uczęszczała do szkoły w Brukseli. Po ponownym procesie sądowym, sąd nakazał Mishy Defonsece zwrot 22,5 mln dolarów wydawnictwu Mt Ivy.